# Aphis roepkei
Aphis roepkei är en insektsart som först beskrevs av Hille Ris Lambers 1931.  Aphis roepkei ingår i släktet Aphis och familjen långrörsbladlöss. Arten är reproducerande i Sverige. Inga underarter finns listade i Catalogue of Life.